# Elektrophoresepuffer
Ein Elektrophoresepuffer (umgangssprachlich auch Laufpuffer) ist ein Puffer, der zu einer Elektrophorese verwendet wird.

## Eigenschaften
Elektrophoresepuffer werden meistens in einer Gelelektrophorese zur Trennung von Makromolekülen verwendet, z. B. in der Biochemie zur Trennung von Biopolymeren wie DNA, RNA oder Proteinen. Dabei ist das Gel in den Elektrophoresepuffer eingelegt (horizontale Gelelektrophorese) oder zumindest an beiden Enden mit dem Elektrophoresepuffer in Kontakt (vertikale Gelelektrophorese). Der Elektrophoresepuffer enthält mit den Pufferionen Salze, die in wässriger Lösung dissoziiert vorliegen und die Leitfähigkeit der Lösung erhöhen bzw. den elektrischen Widerstand senken. Die Ionenstärke des Elektrophoresepuffers bestimmt die Ionenbeweglichkeit, die Wanderungsgeschwindigkeit und die Erwärmung des Gels. Der vor einer Elektrophorese den Proben zugesetzte Probenpuffer und das Gel enthalten die gleichen Pufferionen wie der Elektrophoresepuffer.

### Proteine
Die typischen Pufferionenpaare, die im Zuge einer elektrophoretischen Proteinreinigung verwendet werden, bestehen entweder aus TRIS und Glycin (Tris-Glycin-Puffer), TRIS und Tricin bzw. Bicin oder BisTris und Glycin. Als Verfahren werden zur elektrophoretischen Trennung von Proteinen unter anderem die SDS-PAGE oder eine native PAGE eingesetzt. Für die native Gelelektrophorese wurden verschiedene Puffersysteme entwickelt.

### Nukleinsäuren
Bei der Trennung von Nukleinsäuren werden als Elektrophoresepuffer unter anderem der TAE-Puffer, der TBE-Puffer, TPE-Puffer, Natriumborat-Puffer oder der Lithiumborat-Puffer verwendet. Als Verfahren kommen unter anderem die Agarose-Gelelektrophorese und die Kapillarelektrophorese zum Einsatz.